# セドヘプツロース-7-リン酸
セドヘプツロース-7-リン酸（セドヘプツロース-7-リンさん、英: Sedoheptulose 7-phosphate、略：S7P）は、ペントースリン酸経路およびカルビン回路の中間体の一つ。ペントースリン酸経路ではトランスケトラーゼ、カルビン回路ではセドヘプツロース-1,7-ビスホスファターゼによって合成される。